# Yevgeny Aleksandrovich Shklovsky
Yevgeny Aleksandrovich Shklovsky (tiếng Nga: Евгений Александрович Шкловский) là một nhà văn, nhà nghiên cứu văn học người Nga.

## Tiểu sử và sự nghiệp

### Tác phẩm
- Trong màn sương